# Калояново (община)
Вижте пояснителната страница за други значения на Калояново.
Община Калояново се намира в Южна България и е една от съставните общини на област Пловдив.

## География

### Географско положение, граници, големина
Общината е разположена в централната част на област Пловдив. С площта си от 347,452 km2 заема 7-о място сред 18-те общините на областта, което съставлява 5,8% от територията на областта. Границите ѝ са следните:
- на север – община Карлово;
- на изток – община Брезово;
- на югоизток – община Раковски;
- на юг – община Марица;
- на югозапад – община Съединение;
- на северозапад – община Хисаря.

### Природни ресурси

#### Релеф
Релефът на общината е разнообразен – от равнинен в южната част до ниско планински в северната. Територията ѝ попада в пределите на Горнотракийската низина и части от Средна гора.
Над 90% от територията на община Калояново се заема от северните части на Горнотракийската низина, с надморска височина между 200 и 350 m. Югоизточно от село Дълго поле, на границата с община Марица, в коритото на река Стряма се намира най-ниската ѝ точка – 184 m н.в.
В крайните северни райони на общината (около 10% от територията ѝ) попадат южните склонове на Средна гора. Районът на запад от Стремския пролом на река Стряма се заема от крайните югоизточни разклонения на Същинска Средна гора. Северозападно от село Песнопой е връх Манастиря – 566,8 m. Източно от пролома се простират крайните югозападни склонове на Сърнена Средна гора. Тук, на границата с община Карлово, североизточно от село Отец Паисиево се издига връх Каратепе 854,6 m – най-високата точка на общината.

#### Води
Основна водна артерия на община Калояново е река Стряма, която протича през нея от север на юг на протежение около 27 km с част от средното си течение. Реката навлиза в общината североизточно от село Песнопой чрез южната част на Стремския пролом. Преминава последователно покрай селата Песнопой, Долна махала, Черноземен и Ръжево Конаре и на около 4 km южно от последното напуска нейните предели. Пре село Долна махала в нея се влива най-големият ѝ десен приток Каварджиклийска река, която протича през общината с част от най-долното си течение.
В общината има 21 микроязовира, които се използват за развъждане на риба и основно напояване на обширните земеделски земи. По-големи от тях са: „Царимир“ (югозападно от Калояново), „Черноземен“ (северозападно от Черноземен) и „Дуванлии“ (северно от Дуванлии).

### Климат
Климатът в общината е преходно континентален. Макар и ниски възвишенията на Средна гора предпазват от резки промени на температурата през сезоните, зимата е мека и няма продължителни и студени ветрове. Валежите в района са около нормалните за страната и способстват за доброто развитие на земеделието.

## История
Общината е създадена е като самостоятелна административна единица на 22 декември 1978 г. с Указ № 2295 на Държавния съвет на Народна република България. Дотогава общинският център на селата в региона е бил в село Ръжево Конаре.
Официалният празник на общината е Свети Дух (Петдесетница).

## Население

### Етнически състав (2011)
Численост и дял на етническите групи според преброяването на населението през 2011 г.:
|                     | Численост | Дял (в %) |
| Общо                | 11 879    | 100,00    |
| Българи             | 10 369    | 87,29     |
| Турци               | 549       | 4,62      |
| Цигани              | 742       | 6,25      |
| Други               | 15        | 0,13      |
| Не се самоопределят | 23        | 0,19      |
| Неотговорили        | 181       | 1,52      |

### Вероизповедания
Община Калояново е населена е предимно от българи, турци и цигани, но е смесена в конфесионално отношение.
Три от селата на общината (Калояново, Житница и Дуванлий) са католически (като в Калояново православните българи са повече), а останалите са православни с незначително мюсюлманско малцинство. Общо католиците в общината са 3600 души.
Диалектите на българите католици и на българите православни се различават значително – първите са по-скоро от рупски тип, а вторите – от балкански. В миналото, а някъде и до днес, православните българи не приемат българите католици за истински българи. Но в единственото смесено село и център на общината Калояново, в което живеят около 1100 католици и 1600 православни, цари пълна религиозна търпимост.

### Населени места
Община Калояново има 15 населени места с общо население 10 598 жители към 7 септември 2021 г.
| Населено място | Население (2021 г.) | Площ на землището km2 | Забележка (старо име) | Населено място | Население (2021 г.) | Площ на землището km2 | Забележка (старо име)           |
| -------------- | ------------------- | --------------------- | --------------------- | -------------- | ------------------- | --------------------- | ------------------------------- |
| Бегово         | 675                 | 22,751                |                       | Калояново      | 2242                | 34,589                | Селджиково                      |
| Главатар       | 186                 | 6,173                 | Реиз кьой             | Отец Паисиево  | 174                 | 36,349                | Кочмаларе                       |
| Горна махала   | 219                 | 12,778                |                       | Песнопой       | 491                 | 32,046                | Чукурлии                        |
| Долна махала   | 454                 | 18,447                |                       | Ръжево         | 237                 | 11,319                |                                 |
| Дуванлии       | 504                 | 13,104                |                       | Ръжево Конаре  | 1429                | 45,418                |                                 |
| Дълго поле     | 1842                | 23,999                | Узун кърово           | Сухозем        | 116                 | 15,741                | Куру Химитлии                   |
| Житница        | 1374                | 25,219                | Хамбарлии             | Черноземен     | 346                 | 27,051                | Кара Топрак                     |
| Иван Вазово    | 309                 | 22,468                | Химитлии              | ОБЩО           | 10598               | 347,452               | няма населени места без землища |

## Административно-териториални промени
- МЗ № 2820/обн. 14.08.1934 г. – преименува с. Реиз кьой на с. Главатар;

– преименува с. Узун кърово на с. Дълго поле;
– преименува с. Хамбарлии на с. Житница;
– преименува с. Химитлии на с. Иван Вазово;
– преименува с. Селджиково на с. Калояново;
– преименува с. Кочмаларе на с. Отец Паисиево;
– преименува с. Чукурлии на с. Песнопой;
– преименува с. Куру Химитлии на с. Сухозем;
– преименува с. Кара Топрак на с. Черноземен;

## Транспорт
През територията на общината преминават два участъка от Железопътната мрежа на България.
- от юг на север, през средата на общината преминава участък от 25,2 km от трасето на жп линията Пловдив – Карлово;
- началният участък от 4,4 km от трасето на жп линията Долна махала – Хисаря.

През общината преминават частично 3 пътя от Републиканската пътна мрежа на България с обща дължина 43,9 km:
- участък от 24,1 km от Републикански път II-64 (от km 13,7 до km 37,8);
- последният участък от 10,2 km от Републикански път III-642 (от km 20 до km 30,2);
- последният участък от 9,6 km от Републикански път III-5604 (от km 18 до km 27,6).

## Топографска карта
- Лист от карта K-35-50. Мащаб: 1 : 100 000.
- Лист от карта K-35-62. Мащаб: 1 : 100 000.